# Serie A1 2011-2012 (pallavolo femminile)
La Serie A1 2011-2012 si è svolta dal 9 ottobre 2011 al 15 aprile 2012: al torneo hanno partecipato dodici squadre di club italiane e la vittoria finale è andata per la prima volta al Busto Arsizio.

## Regolamento

### Formula
Le squadre hanno disputato un girone all'italiana, con gare di andata e ritorno, per un totale di ventidue giornate; al termine della regular season:
- Le prime dieci classificate hanno acceduto ai play-off scudetto, strutturati in quarti di finale, semifinali, entrambe giocate al meglio di due vittorie su tre gare, e finale, giocata al meglio di tre vittorie su cinque gare.
- Le ultime due classificate sono retrocesse in Serie A2.

### Criteri di classifica
Se il risultato finale è stato di 3-0 o 3-1 sono stati assegnati 3 punti alla squadra vincente e 0 a quella sconfitta, se il risultato finale è stato di 3-2 sono stati assegnati 2 punti alla squadra vincente e 1 a quella sconfitta.
L'ordine del posizionamento in classifica è stato definito in base a:
- Punti;
- Numero di partite vinte;
- Ratio dei set vinti/persi;
- Ratio dei punti realizzati/subiti.

## Squadre partecipanti
Al campionato di Serie A1 2011-12 hanno partecipato dodici squadre: quelle neopromosse dalla Serie A2 sono state il Parma, vincitrice della regular season, e il Chieri, vincitrice dei play-off promozione; due squadre che hanno avuto il diritto di partecipazione, ossia la Castellana Grotte e la Sirio Perugia, hanno rinunciato all'iscrizione: al posto di queste sono state ripescate il Villanterio e il River. A campionato in corso la Spes Conegliano si è ritirata dal torneo: i risultati degli incontri disputati dalla società sono stati annullati.
| Club                | Stagione | Città         | Impianto               | Stagione precedente                                |
| ------------------- | -------- | ------------- | ---------------------- | -------------------------------------------------- |
| Asystel             | dettagli | Novara        | PalaTerdoppio          | 6ª in Serie A1; semifinali play-off scudetto       |
| Bergamo             | dettagli | Bergamo       | Palazzetto dello sport | 2ª in Serie A1; campione d'Italia                  |
| Busto Arsizio       | dettagli | Busto Arsizio | PalaPiantanida         | 5ª in Serie A1; semifinali play-off scudetto       |
| Chieri              | dettagli | Chieri        | PalaRuffini            | 2ª in Serie A2; vincitrice play-off promozione     |
| Parma               | dettagli | Parma         | PalaRaschi             | 1ª in Serie A2                                     |
| River               | dettagli | Piacenza      | PalaFranzanti          | 11ª in Serie A1                                    |
| Robur Tiboni Urbino | dettagli | Urbino        | PalaMondolce           | 4ª in Serie A1; quarti di finale play-off scudetto |
| Robursport Pesaro   | dettagli | Pesaro        | PalaCampanara          | 3ª in Serie A1; quarti di finale play-off scudetto |
| Spes Conegliano     | dettagli | Conegliano    | Zoppas Arena           | 7ª in Serie A1; ottavi di finale play-off scudetto |
| Universal Modena    | dettagli | Modena        | PalaPanini             | 8ª in Serie A1; quarti di finale play-off scudetto |
| Villa Cortese       | dettagli | Villa Cortese | PalaBorsani            | 1ª in Serie A1; finale play-off scudetto           |
| Villanterio         | dettagli | Pavia         | PalaRavizza            | 12ª in Serie A1                                    |

## Torneo

### Regular season

#### Risultati
| Prima giornata |                             |               |                            |
|                |                             |               |                            |
| Riposa:        | Busto Arsizio               | Busto Arsizio | Busto Arsizio              |
| 08-10          | Bergamo - Chieri            | 3-1           | 25-20, 27-25, 23-25, 25-23 |
| 09-10          | Villa Cortese - Villanterio | 3-0           | 25-17, 25-18, 25-17        |
| 13-12          | Robursport Pesaro - River   | 3-0           | 25-13, 25-19, 25-16        |
| 09-10          | Asystel - Universal Modena  | 0-3           | 0-25, 0-25, 0-25           |
| 09-10          | Parma - Robur Tiboni Urbino | 1-3           | 25-19, 19-25, 19-25, 19-25 |

| Seconda giornata |                                      |                     |                            |
|                  |                                      |                     |                            |
| Riposa:          | Robur Tiboni Urbino                  | Robur Tiboni Urbino | Robur Tiboni Urbino        |
| 16-10            | River - Villa Cortese                | 1-3                 | 25-18, 23-25, 24-26, 23-25 |
| 16-10            | Villanterio - Bergamo                | 1-3                 | 16-25, 16-25, 25-23, 17-25 |
| 15-10            | Universal Modena - Robursport Pesaro | 3-0                 | 25-16, 25-16, 25-21        |
| 15-10            | Chieri - Asystel                     | 1-3                 | 23-25, 22-25, 25-18, 18-25 |
| 16-10            | Busto Arsizio - Parma                | 3-0                 | 25-21, 25-21, 25-21        |

| Terza giornata |                                        |         |                                  |
|                |                                        |         |                                  |
| Riposa:        | Asystel                                | Asystel | Asystel                          |
| 22-10          | Villa Cortese - Chieri                 | 3-0     | 27-25, 25-22, 25-17              |
| 22-10          | Bergamo - River                        | 2-3     | 25-20, 15-25, 25-20, 17-25, 8-15 |
| 23-10          | Parma - Villanterio                    | 3-1     | 25-10, 15-25, 25-13, 25-16       |
| 22-10          | Robursport Pesaro - Busto Arsizio      | 0-3     | 16-25, 17-25, 21-25              |
| 22-10          | Universal Modena - Robur Tiboni Urbino | 0-3     | 18-25, 18-25, 17-25              |

| Quarta giornata |                                     |         |                                   |
|                 |                                     |         |                                   |
| Riposa:         | Bergamo                             | Bergamo | Bergamo                           |
| 29-10           | Robur Tiboni Urbino - Villa Cortese | 2-3     | 19-25, 16-25, 25-16, 25-20, 10-15 |
| 30-10           | Parma - Robursport Pesaro           | 3-1     | 25-22, 21-25, 25-15, 27-25        |
| 30-10           | Asystel - Villanterio               | 3-2     | 25-21, 21-25, 25-20, 20-25, 15-13 |
| 30-10           | Busto Arsizio - Chieri              | 3-1     | 18-25, 25-15, 25-22, 25-15        |
| 30-10           | River - Universal Modena            | 2-3     | 26-24, 25-17, 16-25, 18-25, 13-15 |

| Quinta giornata |                                         |        |                                   |
|                 |                                         |        |                                   |
| Riposa:         | Chieri                                  | Chieri | Chieri                            |
| 22-11           | Villa Cortese - Parma                   | 3-0    | 25-21, 25-20, 28-26               |
| 22-11           | Bergamo - Asystel                       | 2-3    | 23-25, 25-22, 25-16, 17-25, 14-16 |
| 22-11           | Robursport Pesaro - Robur Tiboni Urbino | 0-3    | 19-25, 20-25, 20-25               |
| 22-11           | Universal Modena - Busto Arsizio        | 0-3    | 13-25, 21-25, 18-25               |
| 22-11           | Villanterio - River                     | 0-3    | 14-25, 28-30, 15-25               |

| Sesta giornata |                              |                  |                                   |
|                |                              |                  |                                   |
| Riposa:        | Universal Modena             | Universal Modena | Universal Modena                  |
| 27-11          | Bergamo - Villa Cortese      | 0-3              | 28-30, 24-26, 14-25               |
| 26-11          | River - Parma                | 3-2              | 23-25, 26-24, 17-25, 25-14, 15-11 |
| 27-11          | Asystel - Robursport Pesaro  | 3-0              | 25-23, 25-17, 26-24               |
| 27-11          | Robur Tiboni Urbino - Chieri | 3-0              | 25-19, 27-25, 25-21               |
| 27-11          | Busto Arsizio - Villanterio  | 3-0              | 25-20, 25-12, 25-19               |

| Settima giornata |                                   |             |                                   |
|                  |                                   |             |                                   |
| Riposa:          | Villanterio                       | Villanterio | Villanterio                       |
| 04-12            | Villa Cortese - Robursport Pesaro | 3-1         | 20-25, 25-21, 26-24, 25-18        |
| 04-12            | River - Busto Arsizio             | 0-3         | 19-25, 22-25, 15-25               |
| 04-12            | Robur Tiboni Urbino - Asystel     | 3-0         | 32-30, 25-19, 25-23               |
| 04-12            | Chieri - Universal Modena         | 3-2         | 25-18, 17-25, 12-25, 25-21, 17-15 |
| 04-12            | Parma - Bergamo                   | 0-3         | 23-25, 23-25, 22-25               |

| Ottava giornata |                                 |               |                            |
|                 |                                 |               |                            |
| Riposa:         | Villa Cortese                   | Villa Cortese | Villa Cortese              |
| 11-12           | Asystel - Busto Arsizio         | 0-3           | 21-25, 23-25, 25-27        |
| 11-12           | Bergamo - Robur Tiboni Urbino   | 0-3           | 21-25, 22-25, 27-29        |
| 11-12           | Robursport Pesaro - Villanterio | 3-0           | 25-14, 25-13, 25-20        |
| 11-12           | Universal Modena - Parma        | 1-3           | 24-26, 23-25, 25-20, 29-31 |
| 10-12           | Chieri - River                  | 1-3           | 22-25, 25-21, 18-25, 15-25 |

| Nona giornata |                                     |       |                                   |
|               |                                     |       |                                   |
| Riposa:       | River                               | River | River                             |
| 17-12         | Busto Arsizio - Robur Tiboni Urbino | 3-1   | 28-30, 25-16, 25-20, 25-17        |
| 18-12         | Villa Cortese - Asystel             | 0-3   | 23-25, 19-25, 20-25               |
| 17-12         | Robursport Pesaro - Bergamo         | 3-1   | 25-16, 21-25, 25-19, 25-22        |
| 18-12         | Villanterio - Universal Modena      | 0-3   | 14-25, 23-25, 23-25               |
| 18-12         | Parma - Chieri                      | 3-2   | 25-20, 22-25, 25-23, 22-25, 16-14 |

| Decima giornata |                                  |                   |                                   |
|                 |                                  |                   |                                   |
| Riposa:         | Robursport Pesaro                | Robursport Pesaro | Robursport Pesaro                 |
| 26-12           | Universal Modena - Villa Cortese | 0-3               | 21-25, 13-25, 17-25               |
| 26-12           | Busto Arsizio - Bergamo          | 3-1               | 25-20, 22-25, 25-22, 25-20        |
| 26-12           | Chieri - Villanterio             | 3-1               | 25-18, 24-26, 25-22, 25-15        |
| 26-12           | Robur Tiboni Urbino - River      | 3-2               | 25-13, 25-23, 17-25, 21-25, 15-13 |
| 26-12           | Asystel - Parma                  | 3-0               | 25-19, 25-22, 25-23               |

| Undicesima giornata |                                   |       |                            |
|                     |                                   |       |                            |
| Riposa:             | Parma                             | Parma | Parma                      |
| 29-12               | Villa Cortese - Busto Arsizio     | 1-3   | 21-25, 19-25, 25-22, 22-25 |
| 29-12               | Bergamo - Universal Modena        | 3-0   | 25-22, 28-26, 25-19        |
| 29-12               | Robursport Pesaro - Chieri        | 3-0   | 25-14, 25-22, 25-20        |
| 29-12               | Villanterio - Robur Tiboni Urbino | 0-3   | 18-25, 13-25, 22-25        |
| 29-12               | River - Asystel                   | 3-0   | 25-21, 25-13, 25-23        |

| Dodicesima giornata |                             |               |                                   |
|                     |                             |               |                                   |
| Riposa:             | Busto Arsizio               | Busto Arsizio | Busto Arsizio                     |
| 06-01               | Chieri - Bergamo            | 0-3           | 23-25, 19-25, 21-25               |
| 06-01               | Villanterio - Villa Cortese | 0-3           | 22-25, 14-25, 16-25               |
| 06-01               | River - Robursport Pesaro   | 3-2           | 21-25, 25-19, 19-25, 25-13, 15-9  |
| 06-01               | Universal Modena - Asystel  | 2-3           | 22-25, 25-19, 20-25, 25-20, 12-15 |
| 06-01               | Robur Tiboni Urbino - Parma | 3-1           | 25-19, 27-25, 19-25, 26-24        |

| Tredicesima giornata |                                      |                     |                                  |
|                      |                                      |                     |                                  |
| Riposa:              | Robur Tiboni Urbino                  | Robur Tiboni Urbino | Robur Tiboni Urbino              |
| 08-01                | Villa Cortese - River                | 3-1                 | 25-23, 25-19, 19-25, 28-26       |
| 08-01                | Bergamo - Villanterio                | 3-0                 | 25-17, 25-17, 26-24              |
| 08-01                | Robursport Pesaro - Universal Modena | 3-2                 | 21-25, 25-14, 18-25, 25-21, 15-7 |
| 08-01                | Asystel - Chieri                     | 3-0                 | 25-22, 25-19, 25-21              |
| 08-01                | Parma - Busto Arsizio                | 1-3                 | 21-25, 17-25, 25-21, 21-25       |

| Quattordicesima giornata |                                        |         |                                   |
|                          |                                        |         |                                   |
| Riposa:                  | Asystel                                | Asystel | Asystel                           |
| 15-01                    | Chieri - Villa Cortese                 | 1-3     | 19-25, 11-25, 25-19, 20-25        |
| 15-01                    | River - Bergamo                        | 3-2     | 25-16, 25-19, 20-25, 10-25, 15-12 |
| 14-01                    | Villanterio - Parma                    | 1-3     | 19-25, 25-23, 15-25, 18-25        |
| 15-01                    | Busto Arsizio - Robursport Pesaro      | 3-2     | 25-14, 25-23, 19-25, 22-25, 15-9  |
| 15-01                    | Robur Tiboni Urbino - Universal Modena | 3-1     | 22-25, 26-24, 25-22, 25-21        |

| Quindicesima giornata |                                     |         |                                   |
|                       |                                     |         |                                   |
| Riposa:               | Bergamo                             | Bergamo | Bergamo                           |
| 22-01                 | Villa Cortese - Robur Tiboni Urbino | 3-1     | 25-13, 23-25, 25-23, 25-21        |
| 21-01                 | Robursport Pesaro - Parma           | 3-2     | 22-25, 30-28, 16-25, 25-16, 16-14 |
| 22-01                 | Villanterio - Asystel               | 0-3     | 17-25, 22-25, 12-25               |
| 22-01                 | Chieri - Busto Arsizio              | 1-3     | 25-20, 16-25, 21-25, 23-25        |
| 22-01                 | Universal Modena - River            | 3-1     | 26-24, 21-25, 25-16, 25-22        |

| Sedicesima giornata |                                         |        |                                   |
|                     |                                         |        |                                   |
| Riposa:             | Chieri                                  | Chieri | Chieri                            |
| 05-02               | Parma - Villa Cortese                   | 0-3    | 14-25, 24-26, 15-25               |
| 05-02               | Asystel - Bergamo                       | 3-2    | 22-25, 25-13, 23-25, 25-21, 17-15 |
| 16-02               | Robur Tiboni Urbino - Robursport Pesaro | 2-3    | 26-24, 25-23, 18-25, 18-25, 13-15 |
| 04-02               | Busto Arsizio - Universal Modena        | 3-1    | 25-12, 22-25, 25-22, 25-17        |
| 05-02               | River - Villanterio                     | 3-0    | 31-29, 25-18, 31-29               |

| Diciassettesima giornata |                              |                  |                            |
|                          |                              |                  |                            |
| Riposa:                  | Universal Modena             | Universal Modena | Universal Modena           |
| 12-02                    | Villa Cortese - Bergamo      | 0-3              | 17-25, 23-25, 20-25        |
| 11-02                    | Parma - River                | 3-1              | 16-25, 25-23, 25-21, 25-23 |
| 22-02                    | Robursport Pesaro - Asystel  | 3-1              | 25-23, 25-18, 16-25, 34-32 |
| 01-03                    | Chieri - Robur Tiboni Urbino | 1-3              | 23-25, 19-25, 25-21, 21-25 |
| 11-02                    | Villanterio - Busto Arsizio  | 0-3              | 11-25, 17-25, 19-25        |

| Diciottesima giornata |                                   |             |                                   |
|                       |                                   |             |                                   |
| Riposa:               | Villanterio                       | Villanterio | Villanterio                       |
| 19-02                 | Robursport Pesaro - Villa Cortese | 3-2         | 24-26, 25-20, 25-17, 21-25, 15-13 |
| 19-02                 | Busto Arsizio - River             | 3-0         | 25-21, 25-19, 25-20               |
| 18-02                 | Asystel - Robur Tiboni Urbino     | 3-0         | 25-17, 25-22, 25-19               |
| 19-02                 | Universal Modena - Chieri         | 3-0         | 25-15, 25-21, 25-15               |
| 19-02                 | Bergamo - Parma                   | 3-2         | 25-22, 21-25, 23-25, 25-23, 15-11 |

| Diciannovesima giornata |                                 |               |                            |
|                         |                                 |               |                            |
| Riposa:                 | Villa Cortese                   | Villa Cortese | Villa Cortese              |
| 26-02                   | Busto Arsizio - Asystel         | 3-0           | 25-23, 25-13, 25-21        |
| 25-02                   | Robur Tiboni Urbino - Bergamo   | 1-3           | 19-25, 25-23, 16-25, 23-25 |
| 26-02                   | Villanterio - Robursport Pesaro | 3-1           | 25-23, 25-17, 22-25, 25-23 |
| 26-02                   | Parma - Universal Modena        | 0-3           | 23-25, 12-25, 15-25        |
| 26-02                   | River - Chieri                  | 3-0           | 25-19, 25-18, 25-23        |

| Ventesima giornata |                                     |       |                                   |
|                    |                                     |       |                                   |
| Riposa:            | River                               | River | River                             |
| 04-03              | Robur Tiboni Urbino - Busto Arsizio | 3-2   | 25-21, 25-21, 11-25, 16-25, 17-15 |
| 04-03              | Asystel - Villa Cortese             | 1-3   | 23-25, 19-25, 25-16, 17-25        |
| 03-03              | Bergamo - Robursport Pesaro         | 2-3   | 25-17, 25-20, 19-25, 19-25, 13-15 |
| 04-03              | Universal Modena - Villanterio      | 3-0   | 25-17, 25-14, 25-16               |
| 04-03              | Chieri - Parma                      | 3-1   | 25-22, 20-25, 27-25, 25-14        |

| Ventunesima giornata |                                  |                   |                                   |
|                      |                                  |                   |                                   |
| Riposa:              | Robursport Pesaro                | Robursport Pesaro | Robursport Pesaro                 |
| 07-03                | Villa Cortese - Universal Modena | 2-3               | 17-25, 19-25, 25-23, 25-22, 11-15 |
| 07-03                | Bergamo - Busto Arsizio          | 0-3               | 22-25, 23-25, 24-26               |
| 07-03                | Villanterio - Chieri             | 1-3               | 23-25, 20-25, 25-10, 18-25        |
| 07-03                | River - Robur Tiboni Urbino      | 3-1               | 25-18, 26-24, 22-25, 26-24        |
| 07-03                | Parma - Asystel                  | 0-3               | 22-25, 9-25, 23-25                |

| Ventiduesima giornata |                                   |       |                            |
|                       |                                   |       |                            |
| Riposa:               | Parma                             | Parma | Parma                      |
| 10-03                 | Busto Arsizio - Villa Cortese     | 3-1   | 18-25, 25-19, 25-15, 25-21 |
| 11-03                 | Universal Modena - Bergamo        | 3-0   | 25-19, 25-23, 25-16        |
| 11-03                 | Chieri - Robursport Pesaro        | 1-3   | 25-22, 25-27, 16-25, 12-25 |
| 11-03                 | Robur Tiboni Urbino - Villanterio | 3-1   | 23-25, 25-15, 25-22, 25-14 |
| 11-03                 | Asystel - River                   | 1-3   | 23-25, 23-25, 25-21, 11-25 |

#### Classifica
| Pos. | Squadra             | Pt                                        | G                                         | V                                         | P                                         | SV                                        | SP                                        | Ratio                                     | PF                                        | PS                                        | Ratio                                     |
| ---- | ------------------- | ----------------------------------------- | ----------------------------------------- | ----------------------------------------- | ----------------------------------------- | ----------------------------------------- | ----------------------------------------- | ----------------------------------------- | ----------------------------------------- | ----------------------------------------- | ----------------------------------------- |
| 1.   | Busto Arsizio       | 57                                        | 20                                        | 19                                        | 1                                         | 59                                        | 13                                        | 4,538                                     | 1 737                                     | 1 427                                     | 1,217                                     |
| 2.   | Villa Cortese       | 43                                        | 20                                        | 14                                        | 6                                         | 48                                        | 26                                        | 1,846                                     | 1 695                                     | 1 577                                     | 1,074                                     |
| 3.   | Robur Tiboni Urbino | 39                                        | 20                                        | 13                                        | 7                                         | 47                                        | 30                                        | 1,566                                     | 1 735                                     | 1 695                                     | 1,023                                     |
| 4.   | River               | 31                                        | 20                                        | 11                                        | 9                                         | 41                                        | 38                                        | 1,078                                     | 1 747                                     | 1 693                                     | 1,030                                     |
| 5.   | Universal Modena    | 31                                        | 20                                        | 10                                        | 10                                        | 39                                        | 35                                        | 1,114                                     | 1 630                                     | 1 505                                     | 1,083                                     |
| 6.   | Bergamo             | 31                                        | 20                                        | 9                                         | 11                                        | 39                                        | 38                                        | 1,026                                     | 1 707                                     | 1 694                                     | 1,007                                     |
| 7.   | Robursport Pesaro   | 30                                        | 20                                        | 11                                        | 9                                         | 40                                        | 40                                        | 1,000                                     | 1 737                                     | 1 714                                     | 1,013                                     |
| 8.   | Asystel (-3)        | 29                                        | 20                                        | 12                                        | 8                                         | 39                                        | 33                                        | 1,181                                     | 1 564                                     | 1 585                                     | 0,986                                     |
| 9.   | Parma               | 20                                        | 20                                        | 6                                         | 14                                        | 28                                        | 49                                        | 0,571                                     | 1 666                                     | 1 765                                     | 0,943                                     |
| 10.  | Chieri              | 12                                        | 20                                        | 4                                         | 16                                        | 22                                        | 53                                        | 0,415                                     | 1 569                                     | 1 762                                     | 0,890                                     |
| 11.  | Villanterio         | 4                                         | 20                                        | 1                                         | 19                                        | 11                                        | 58                                        | 0,189                                     | 1 310                                     | 1 680                                     | 0,779                                     |
|      | Spes Conegliano     | Esclusa dal campionato il 2 gennaio 2012. | Esclusa dal campionato il 2 gennaio 2012. | Esclusa dal campionato il 2 gennaio 2012. | Esclusa dal campionato il 2 gennaio 2012. | Esclusa dal campionato il 2 gennaio 2012. | Esclusa dal campionato il 2 gennaio 2012. | Esclusa dal campionato il 2 gennaio 2012. | Esclusa dal campionato il 2 gennaio 2012. | Esclusa dal campionato il 2 gennaio 2012. | Esclusa dal campionato il 2 gennaio 2012. |

      Qualificata ai play-off scudetto.
      Retrocessa in Serie A2.
      Esclusa a campionato in corso.
Note:
L'Asystel ha scontato 3 punti di penalizzazione per non essersi presentata alla prima giornata di campionato.

### Play-off scudetto

#### Tabellone
|  | Quarti di finale | Quarti di finale    | Quarti di finale | Quarti di finale | Quarti di finale |   |               | Semifinali    | Semifinali | Semifinali | Semifinali | Semifinali |  |   | Finale        | Finale        | Finale | Finale | Finale | Finale | Finale |
|  |                  |                     |                  |                  |                  |   |               |               |            |            |            |            |  |   |               |               |        |        |        |        |        |
|  | 1                | Busto Arsizio       | 3                | 3                |                  |   |               |               |            |            |            |            |  |   |               |               |        |        |        |        |        |
|  | 1                | Busto Arsizio       | 3                | 3                |                  |   |               |               |            |            |            |            |  |   |               |               |        |        |        |        |        |
|  | 8                | Asystel             | 1                | 0                |                  |   |               |               |            |            |            |            |  |   |               |               |        |        |        |        |        |
|  | 8                | Asystel             | 1                | 0                |                  | 1 | Busto Arsizio | 3             | 2          | 3          |            |            |  |   |               |               |        |        |        |        |        |
|  |                  |                     |                  |                  |                  | 1 | Busto Arsizio | 3             | 2          | 3          |            |            |  |   |               |               |        |        |        |        |        |
|  |                  |                     |                  |                  |                  |   |               | 4             | River      | 1          | 3          | 0          |  |   |               |               |        |        |        |        |        |
|  | 4                | River               | 1                | 3                | 3                |   |               | 4             | River      | 1          | 3          | 0          |  |   |               |               |        |        |        |        |        |
|  | 4                | River               | 1                | 3                | 3                |   |               |               |            |            |            |            |  |   |               |               |        |        |        |        |        |
|  | 5                | Universal Modena    | 3                | 1                | 2                |   |               |               |            |            |            |            |  |   |               |               |        |        |        |        |        |
|  | 5                | Universal Modena    | 3                | 1                | 2                |   |               |               |            |            |            |            |  | 1 | Busto Arsizio | 3             | 2      | 3      | 0      | 3      |        |
|  |                  |                     |                  |                  |                  |   |               |               |            |            |            |            |  | 1 | Busto Arsizio | 3             | 2      | 3      | 0      | 3      |        |
|  |                  |                     |                  |                  |                  |   |               |               |            |            |            |            |  |   | 2             | Villa Cortese | 1      | 3      | 0      | 3      | 2      |
|  | 2                | Villa Cortese       | 3                | 2                | 3                |   |               |               |            |            |            |            |  |   | 2             | Villa Cortese | 1      | 3      | 0      | 3      | 2      |
|  | 2                | Villa Cortese       | 3                | 2                | 3                |   |               |               |            |            |            |            |  |   |               |               |        |        |        |        |        |
|  | 7                | Robursport Pesaro   | 0                | 3                | 1                |   |               |               |            |            |            |            |  |   |               |               |        |        |        |        |        |
|  | 7                | Robursport Pesaro   | 0                | 3                | 1                |   | 2             | Villa Cortese | 3          | 2          | 3          |            |  |   |               |               |        |        |        |        |        |
|  |                  |                     |                  |                  |                  |   | 2             | Villa Cortese | 3          | 2          | 3          |            |  |   |               |               |        |        |        |        |        |
|  |                  |                     |                  |                  |                  |   |               | 6             | Bergamo    | 2          | 3          | 0          |  |   |               |               |        |        |        |        |        |
|  | 3                | Robur Tiboni Urbino | 0                | 1                |                  |   |               | 6             | Bergamo    | 2          | 3          | 0          |  |   |               |               |        |        |        |        |        |
|  | 3                | Robur Tiboni Urbino | 0                | 1                |                  |   |               |               |            |            |            |            |  |   |               |               |        |        |        |        |        |
|  | 6                | Bergamo             | 3                | 3                |                  |   |               |               |            |            |            |            |  |   |               |               |        |        |        |        |        |
|  | 6                | Bergamo             | 3                | 3                |                  |   |               |               |            |            |            |            |  |   |               |               |        |        |        |        |        |

#### Risultati

##### Quarti di finale
| Gara 1 |                                   |     |                            |
|        |                                   |     |                            |
| 15-03  | Busto Arsizio - Asystel           | 3-1 | 29-31, 25-18, 25-17, 25-19 |
| 14-03  | River - Universal Modena          | 1-3 | 10-25, 25-27, 25-23, 20-25 |
| 14-03  | Villa Cortese - Robursport Pesaro | 3-0 | 25-20, 25-17, 25-20        |
| 15-03  | Robur Tiboni Urbino - Bergamo     | 0-3 | 22-25, 20-25, 19-25        |

| Gara 2 |                                   |     |                                   |
|        |                                   |     |                                   |
| 19-03  | Asystel - Busto Arsizio           | 0-3 | 21-25, 21-25, 18-25               |
| 17-03  | Universal Modena - River          | 1-3 | 23-25, 25-17, 22-25, 22-25        |
| 17-03  | Robursport Pesaro - Villa Cortese | 3-2 | 25-23, 25-20, 22-25, 22-25, 15-13 |
| 19-03  | Bergamo - Robur Tiboni Urbino     | 3-1 | 25-15, 25-17, 26-28, 25-12        |

| Gara 3 |                                   |     |                                   |
|        |                                   |     |                                   |
| 20-03  | River - Universal Modena          | 3-2 | 17-25, 25-23, 25-22, 13-25, 15-13 |
| 20-03  | Villa Cortese - Robursport Pesaro | 3-1 | 22-25, 25-17, 25-19, 25-22        |

##### Semifinali
| Gara 1 |                         |     |                                   |
|        |                         |     |                                   |
| 24-03  | Busto Arsizio - River   | 3-1 | 25-23, 19-25, 25-22, 25-16        |
| 29-03  | Villa Cortese - Bergamo | 3-2 | 25-22, 19-25, 25-22, 26-28, 17-15 |

| Gara 2 |                         |     |                                   |
|        |                         |     |                                   |
| 02-04  | River - Busto Arsizio   | 3-2 | 22-25, 25-19, 14-25, 25-20, 18-16 |
| 01-04  | Bergamo - Villa Cortese | 3-2 | 25-18, 29-31, 25-19, 20-25, 17-15 |

| Gara 3 |                         |     |                     |
|        |                         |     |                     |
| 04-04  | Busto Arsizio - River   | 3-0 | 25-17, 25-20, 25-22 |
| 04-04  | Villa Cortese - Bergamo | 3-0 | 25-19, 26-24, 25-13 |

##### Finale
| Gara 1 |                               |     |                            |
|        |                               |     |                            |
| 07-04  | Busto Arsizio - Villa Cortese | 3-1 | 15-25, 25-17, 25-23, 25-23 |

| Gara 2 |                               |     |                                  |
|        |                               |     |                                  |
| 09-04  | Busto Arsizio - Villa Cortese | 2-3 | 27-25, 23-25, 17-25, 25-20, 7-15 |

| Gara 3 |                               |     |                     |
|        |                               |     |                     |
| 11-04  | Villa Cortese - Busto Arsizio | 0-3 | 17-25, 16-25, 17-25 |

| Gara 4 |                               |     |                     |
|        |                               |     |                     |
| 13-04  | Villa Cortese - Busto Arsizio | 3-0 | 25-22, 25-23, 25-18 |

| Gara 5 |                               |     |                                   |
|        |                               |     |                                   |
| 15-04  | Busto Arsizio - Villa Cortese | 3-2 | 25-14, 28-30, 25-15, 23-25, 16-14 |

## Verdetti
| Squadra             | Qualificazione           |
| ------------------- | ------------------------ |
| Busto Arsizio       | Champions League 2012-13 |
| Villa Cortese       | Champions League 2012-13 |
| River               | Coppa CEV 2012-13        |
| Robur Tiboni Urbino | Coppa CEV 2012-13        |
| Universal Modena    | Challenge Cup 2012-13    |
| Spes Conegliano     | Serie A2 2012-13         |
| Villanterio         | Serie A2 2012-13         |

## Statistiche
| Rendimento individuale | Rendimento individuale | Rendimento individuale | Rendimento individuale |
| Pos.                   | Nome                   | Punti                  | Squadra                |
| ---------------------- | ---------------------- | ---------------------- | ---------------------- |
| 1                      | Sarah Pavan            | 354                    | Villa Cortese          |
| 2                      | Aneta Havlíčková       | 344                    | Busto Arsizio          |
| 3                      | Carmen Țurlea          | 341                    | River                  |
| 4                      | Taismary Agüero        | 334                    | Universal Modena       |
| 4                      | Alexandra Klineman     | 334                    | Robursport Pesaro      |
| 6                      | Helena Havelková       | 308                    | Busto Arsizio          |
| 7                      | Dóra Horváth           | 305                    | Asystel                |
| 8                      | Riikka Lehtonen        | 282                    | River                  |
| 9                      | Elica Vasileva         | 271                    | Bergamo                |
| 10                     | Maret Grothues         | 270                    | Parma                  |

| Attacchi vincenti | Attacchi vincenti  | Attacchi vincenti | Attacchi vincenti |
| Pos.              | Nome               | Punti             | Squadra           |
| ----------------- | ------------------ | ----------------- | ----------------- |
| 1                 | Sarah Pavan        | 320               | Villa Cortese     |
| 2                 | Carmen Țurlea      | 309               | River             |
| 3                 | Aneta Havlíčková   | 304               | Busto Arsizio     |
| 4                 | Taismary Agüero    | 299               | Universal Modena  |
| 5                 | Alexandra Klineman | 282               | Robursport Pesaro |
| 6                 | Maret Grothues     | 260               | Parma             |
| 7                 | Dóra Horváth       | 259               | Asystel           |
| 8                 | Helena Havelková   | 251               | Busto Arsizio     |
| 9                 | Elica Vasileva     | 242               | Bergamo           |
| 10                | Riikka Lehtonen    | 238               | River             |

| Muri vincenti | Muri vincenti        | Muri vincenti | Muri vincenti       |
| Pos.          | Nome                 | Punti         | Squadra             |
| ------------- | -------------------- | ------------- | ------------------- |
| 1             | Manuela Leggeri      | 67            | River               |
| 2             | Christa Harmotto     | 66            | Universal Modena    |
| 3             | Laura Nicolini       | 63            | River               |
| 4             | Christina Bauer      | 51            | Busto Arsizio       |
| 5             | Elisa Manzano        | 49            | Robursport Pesaro   |
| 6             | Ilaria Garzaro       | 47            | Robur Tiboni Urbino |
| 7             | Valentina Arrighetti | 43            | Bergamo             |
| 8             | Chiara Borgogno      | 41            | Chieri              |
| 9             | Martina Guiggi       | 40            | Villa Cortese       |
| 10            | Jenny Barazza        | 39            | Universal Modena    |
| 10            | Viviana Corvese      | 39            | Chieri              |

| Battute vincenti | Battute vincenti   | Battute vincenti | Battute vincenti    |
| Pos.             | Nome               | Punti            | Squadra             |
| ---------------- | ------------------ | ---------------- | ------------------- |
| 1                | Ivana Bramborová   | 40               | Villanterio         |
| 2                | Dóra Horváth       | 31               | Asystel             |
| 3                | Helena Havelková   | 24               | Busto Arsizio       |
| 3                | Alexandra Klineman | 24               | Robursport Pesaro   |
| 5                | Indre Sorokaite    | 23               | Chieri              |
| 6                | Serena Ortolani    | 19               | Robursport Pesaro   |
| 6                | Valentina Tirozzi  | 19               | Robur Tiboni Urbino |
| 8                | Sarah Pavan        | 18               | Villa Cortese       |
| 8                | Maren Brinker      | 18               | Robursport Pesaro   |
| 8                | Jelena Blagojević  | 18               | Robur Tiboni Urbino |

| Ricezioni perfette | Ricezioni perfette  | Ricezioni perfette | Ricezioni perfette  |
| Pos.               | Nome                | Punti              | Squadra             |
| ------------------ | ------------------- | ------------------ | ------------------- |
| 1                  | Luna Carocci        | 291                | Villa Cortese       |
| 2                  | Valentina Tirozzi   | 265                | Robur Tiboni Urbino |
| 3                  | Francesca Marcon    | 246                | Busto Arsizio       |
| 4                  | Jelena Blagojević   | 236                | Robur Tiboni Urbino |
| 5                  | Sofia Arimattei     | 231                | Chieri              |
| 6                  | Maurizia Borri      | 228                | Chieri              |
| 7                  | Immacolata Sirressi | 227                | Robur Tiboni Urbino |
| 7                  | Giulia Leonardi     | 227                | Busto Arsizio       |
| 9                  | Lucia Bacchi        | 216                | Parma               |
| 10                 | Monica De Gennaro   | 214                | Robursport Pesaro   |

NB: I dati sono riferiti esclusivamente alla regular season.